# Dol Guldur (album)
Dol Guldur – trzeci i jak dotąd sprzedany w największym nakładzie album zespołu Summoning, wydany w 1996 roku przez wytwórnię Napalm Records. Zarówno w sferze muzycznej, jak i tekstowej Dol Guldur kontynuuje zamysł poprzedniej płyty, Minas Morgul.

## Lista utworów
1. „Angbands Schmieden” – 3:30
2. „Nightshade Forests” – 10:48
3. „Elfstone” – 10:51
4. „Khazad Dúm” – 10:57
5. „Kôr” – 10:59
6. „Wyrmvater Glaurung” – 3:05
7. „Unto a Long Glory…” – 9:37
8. „Over Old Hills” – 8:57

## Twórcy
- Protector (Richard Lederer) – śpiew, gitary, instrumenty klawiszowe, programowanie perkusji
- Silenius (Michael Gregor) – śpiew, instrumenty klawiszowe